# 제175재무관리지원센터
제175재무관리지원센터(175th Financial Management Support Center)는 한반도에 배치되어 있는 미국 육군 재무대의 센터로, 경기도 평택시 캠프 험프리스에 본부를 두고 있다. 별명은 "Diamond Knights".

## 역사
부대는 최초에 제175재정지출반으로 1944년 9월 22일에 제정되었다. 뉴기니 비악섬에서 소집되어, 미국 극동 육군의 필리핀 전역으로 주필 일본군을 몰아낸 뒤에는 필리핀에 남았다. 종전 이후, 1946년 2월 12일까지 필리핀에 남은 다른 부대에 재무 지원를 제공한 뒤, 복원 절차에 따라 루손에서 해산하였다.
1966년 7월 25일부터 1971년 11월 24일까지 텍사스주 포트 후드에서 활동하고 해산하였다.
1986년 10월 17일, 용산기지에서 제175재무센터로 재편성되고, 산하의 제176, 177재무지원부대와 함께 재소집되었다.
1993년 9월 17일, 제17재무사령부로 재편성되었다. 11월 16일에 제176, 177재무지원부대는 서수를 유지하고 재무대대로 재편성되었다.
2005년 11월 16일, 제175재무센터로 재조직되었다.
2007년 10월 16일, 산하의 제176, 177재무대대가 중대로 축소되었다.
2012년 7월 13일, 제175재무관리지원센터로 개명되었다.
2013년 10월 16일, 한반도를 떠나 포트 샤프터로 건너가 제8전구지원사령부로 전속하였다. 제176재무관리지원부대는 캠프 헨리에 남았다.
2015년 5월부터 2016년 4월까지 항구적 자유 작전 확고한 지원 작전 재무 지원 감독을 하였다.
2020년 10월 26일, 제176재무관리지원부대는 캠프 헨리에서 캠프 워커의 장병지원센터로 옮겨갔다.
2020년 11월부터 2021년 6월까지의 미국 중부사령부에서 중동 지역을 대상으로 진행하고 있는 스파르탄 실드 작전의 지원부대로서 9개월 동안 9개월 동안 아프가니스탄 전쟁의 자유 감시자 작전, 이라크와 시리아의 내재된 결단 작전, 이집트의 TF 시나이의 육군 부대에 대한 재무 지원을 하기 위해 쿠웨이트의 캠프 아리프잔에 순환 배치되었다.
2024년 10월 31일, 캠프 험프리스에 재무관리사령부 산하 한국 육군군사급여사무실(AMPO)가 개설되어 제176재무관리지원부대에서 급여 업무를 이관하였다. 캠프 워커와 캠프 케이시에도 지역 사무실이 개설되었다.

## 산하 조직
- 제176재무관리지원부대 "Pay the way"; 1986년 10월 17일 ~ 2013년 10월 6일, 한반도에 잔존 및 제498전투지원유지대대로 전속함.
- 제177재무관리지원부대; 1986년 10월 17일 ~ 현재

## 기록

### 계보
- 1944년 9월 22일, 175th Finance Disbursing Section→제175재무지출반
Army of the United States
- 1966년 7월 1일, 175th Finance Section→제175재무반
정규군에 배정됨.
- 1986년 10월 17일, 175th Finance Center→제175재무센터
- 1993년 9월 17일, 175th Finance Command→제175재무사령부
- 2005년 11월 16일, 175th Finance Center→제175재무센터
- 2012년 7월 13일, 175th Financial Management Support Center→제175재무관리지원센터

### 소속
1. 제8군; 1986년 10월 17일 ~ 2013년 10월 16일
2. 제501지원여단; (시기불명)
3. 제8전구지원사령부; 2013년 10월 16일 ~ 현재

### 참전
| 스트리머 그림 | 스트리머 이름      | 내역     |
| ------------- | ------------------ | -------- |
|               | WW2: 아시아-태평양 | - 뉴기니 |
|               | 테러와의 전쟁      |          |

## 인용
1. ↑  “175th Financial Management Support Center Mission and Vision” (PDF). 《U.S. Army Public API》 (미국 영어). 2025년 5월 3일에 확인함.
2. 1 2 3  “176th Finance Company” (PDF). 《Center of Military History》 (미국 영어). 2008년 1월 25일.
3. 1 2 3  “177th Finance Company” (PDF). 《Center of Military History》 (미국 영어). 1996년 7월 15일.
4. ↑  “Phonebook”. 《U.S. Army Garrison Daegu》 (미국 영어). 2025년 5월 3일에 확인함. 176TH FINANCE COMPANY Rhode Island St. Camp Walker, South Korea 96218
5. ↑  “The 176th Financial Management Support Unit (FMSU) is moving...”. 《USAG Daegu Facebook》 (미국 영어). 2020년 10월 26일. 2025년 5월 3일에 확인함.
6. ↑  Perez, Richard (2021년 8월 24일). “175th Financial Support Center Embraces New Colors”. 《DVIDS》 (미국 영어). Fort Shafter, HI. 2025년 5월 3일에 확인함.
7. ↑  Orders-Woempner, Mark R. W. (2024년 11월 7일). “AMPO opens as MilPay in Korea transitions to USAFMCOM” (미국 영어). U.S. Army Financial Management Command. 2025년 5월 3일에 확인함.

## 자료
- “175th Financial Management Support Center” (미국 영어). Center of Military History. 2024년 12월 1일에 원본 문서에서 보존된 문서.